# شعب أبي طالب
شِعْب أبي طالب أو شِعْب بني هاشم، هو المكان الذي قوطعت وحوصرت فيه بنو هاشم لمدة ثلاثة سنوات ابتداء من السنة السابعة من النبوة بسبب قرار اتخذه سادة قريش بداية ظهور الإسلام وذلك للضغط على رسول الله في الإسلام محمد بن عبد الله (صلى الله عليه وسلم) ولثنيه عن الدعوة للإسلام فتعاهدوا على ألا يتعاملوا معهم بأي شكل من المعاملات كالبيع والشراء والزواج. وقد علقوا صحيفة بهذا المضمون في الكعبة. وهو الشعب الذي ولد فيه النبي محمد في الدار التي تُعرف باسم «دار ابن يوسف».

## الحصار
لما أجمعت قريش على قتل النبي محمد، جمع أبو طالب بن عبد المطلب بني هاشم وأخبرهم بمكيدة قريش، فقرروا أن ينحازوا بالنبي في شعب بمكة يقال له: شعب أبي طالب، وانحاز معهم حمية بنو المطلب بن عبد مناف. اجتمع رؤساء قريش في خيف بني كنانة ويسمى اليوم بالمعابدة، وأجمعوا على مقاطعة بني هاشم وبني المطلب اقتصاديًا واجتماعيًا، وكتبوا في ذلك كتابًا فيه: أن لا يناكحوهم ولا يتزوجون منهم، وأن لا يبايعوهم، ولا يبيعون لهم ولا يشترون منهم، وأن لا يجالسوهم، ولا يخالطوهم، ولا يدخلوا بيوتهم، ولا يكلموهم، وأن لا يقبلوا من بني هاشم وبني المطلب صلحًا أبدًا، ولا تأخذهم بهم رأفة حتى يُسْلموا الرسول لهم للقتل. وعلقت الصحيفة في جوف الكعبة. وكان الذي كتب الصحيفة منصور بن عكرمة العبدري، فدعا عليه النبي محمد فشلت أصابعه.
سارع المشركون في تطبيق الحصار، فضييق على بني هاشم حصارًا اقتصاديًا. استمر الحصار أيامًا وأشهرًا، يقول سعد بن أبي وقاص: «خرجت ذات يوم ونحن في الشعب لأقضي حاجتي فسمعت قعقعة تحت البول، فإذا هي قطعة من جلد بعير يابسة، فأخذتها فغسلتها، ثم أحرقتها ثم رضضتها، وسففتها بالماء فتقويت بها ثلاث ليال». وكان مما كان في الحصار أن بعض المشركين كان يتعاطف مع أرحامه المحصورين هناك، فكانوا يرسلون إليهم بعض الطعام ليلاً، ومنهم هشام بن عمرو العامري الذي كان يحمل البعير بالطعام والثياب، ويأخذ بخطام البعير حتى يقف على رأس الشعب، ثم يخلع خطام البعير ويطلقه في الشعب، وكان حكيم بن حزام يرسل الطعام لعمته خديجة بنت خويلد سرًا.

## فك الحصار
استمرت محاولات بعض رجالات قريش في فك الحصار عن بني هاشم، ومنها ما قاله زهير بن أبي أمية: «يا أهل مكة أنأكل الطعام، ونلبس الثياب، وبنو هاشم هلكى، لا يباعون ولا يبتاع منهم، والله لا أقعد حتى تشق هذه الصحيفة القاطعة الظالمة». بعد مضي ثلاثة أعوام من الحصار الآثم، نزل الوحي من الله على النبي يخبره بأن الصحيفة قد سلط عليها دويبة ضعيفة فأكلت ورقتها إلا ما كان فيها من ذكر الله. لما أخبر الرسول عمه أبو طالب بذلك، انطلق إلى قريش يخبرهم بأمر الصحيفة وأن الأرضة قد أكلتها إلا اسم الله، ثم ساومهم على الخبر فقال: «إن كان كلام ابن أخي حقًا فانتهوا عن قطيعتنا، وإن يك كاذبًا دفعته إليكم، فقالوا: قد أنصفتنا». ومشوا إلى جوف الكعبة فوجدوا الصحيفة قد أكلتها الأرضة ولم يبقى إلا اسم الله عليها. في السنة العاشرة من بعثة النبي خرج بنو هاشم من الشعب.
قال ابن القيم: «لما رأت قريش أمر رسول الله ﷺ يعلو والأمور تتزايد أجمعوا أن يتعاقدوا على بني هاشم وبني المطلب وبني عبد مناف ألا يبايعوهم ولا يناكحوهم ولا يكلموهم ولا يجالسوهم حتى يسلموا إليهم رسول الله ﷺ ، وكتبوا بذلك صحيفة وعلقوها في سقف الكعبة... فانحازت بنو هاشم وبنو المطلب مؤمنهم وكافرهم؛ إلا أبا لهب فإنه ظاهر قريشاً على رسول الله ﷺ وبني هاشم وبني المطلب، وحبس رسول الله ﷺ ومن معه في شعب أبي طالب ليلة هلال المحرم سنة سبع من البعثة، وبقوا محصورين مضيقاً عليهم جداً مقطوعاً عنهم الميرة والمادة نحو ثلاث سنين حتى بلغ بهم الجهد... ثم أطلع الله رسوله على أمر صحيفتهم وأنه أرسل إليها الأرضة فأكلت جميع ما فيها من جور وقطيعة وظلم؛ إلا ذكر الله عز وجل، فأخبر بذلك عمه فخرج إليهم فأخبرهم أن ابن أخيه قال كذا وكذا، فإن كان كاذباً خلينا بينكم وبينه، وإن كان صادقاً رجعتم عن ظلمنا، قالوا: أنصفت... فأنزلوا الصحيفة فلما رأوا الأمر كما أخبر النبي ﷺ ازدادوا كفراً وعناداً... وخرج رسول الله ﷺ ومن معه من الشعب».